# Движение Муттахида Кауми
Движение Муттахида Кауми, букв. Объединённое национальное движение, (урду متحدہ قومی موومنٹ‎, англ. United National Movement, сокращённо MQM) — крупная оппозиционная партия в Пакистане, по состоянию на 2010 год занимает 3-е место по величине и 4-е — по количеству депутатских мест. Наибольшей поддержкой пользуется в провинции Синдх. Лидер партии — Алтаф Хусейн.
Партия возникла в 1984 году на базе созданной в 1978 году Всепакистанской организации студентов-мухаджиров (All Pakistan Muhajir Student Organization, APMSO). Являясь крупнейшей либеральной партией в Пакистане, партия придерживается светских взглядов по многим политическим и социальным вопросам. Как следует из названия, первоначально движение опиралось на потомков мухаджиров — вынужденных мусульманских переселенцев в Пакистан из регионов с преобладавшим индуистским населением в результате раздела Британской Индии, недовольных ущемлением их прав со стороны коренного населения Пакистана.
В 1992—1999 годы многие сотни гражданских лиц Пакистана — сторонников движения, — как считается, стали жертвами операции «Чистка», проводимой пакистанской армией.
В 1997 году движение официально отказалось от термина «мухаджиры» в своём названии и заменило его на нынешнее название. Программа партии является социально-либеральной по духу. Партия организовала в стране крупные манифестации в знак протеста против взрыва башен-близнецов в Нью-Йорке 11 сентября 2001 года, высказав сочувствие и поддержку жертвам террористической атаки.
В отчёте 1998 года правительство США обвинило как движение, так и его оппонентов как «виновников большей части насилия» в Карачи. Отчёт содержал обвинения в поддержке криминальных элементов и в получении доходов от вымогательства. Эти же обвинения повторились в отчёте 2004 году, опубликованном Бюро США по вопросам гражданства и иммиграции.